# Allen West
Allen West (n. 2 august 1872, Mobile, Alabama, SUA – d. august 1952) a fost un jucător de tenis american, medaliat olimpic. A participat la o ediție a Jocurilor Olimpice (1904) în care a câștigat o medalie de bronz.

## Participări
Lista de mai jos prezintă principalele competiții la care a participat Allen West de-a lungul carierei.
- tennis at the 1904 Summer Olympics – men's doubles[*]